# Sofa
En sofa er et møbel, der er beregnet til at flere personer kan sidde behageligt i den.  De er betrukket med tekstiler eller læder. Der kan sidde to til ni i den, og hver endestykke er et armlæn. Sovesofaer sparer plads fordi de kan slås ud og omdannes til en seng.
Oprindelig kommer ordet sofa fra Tyrkisk (suffa) og Arabisk (sippa, sippəta)  eller en «hævet sektion af et gulv, dækket med tæpper og puder» i modsætning til hårde træmøbler, som man brugte det i Europa
Sofaen var fra oldtiden regenters trone, men er efter industrialiseringen blevet allemandseje.
Ofte forbindes sofaen med en Freuds psykoanalyse, hvor patienten lå en sofa. Det var for at Freud let kunne hypnotisere dem. Da han i stedet begyndte at analysere drømme, var sofaen også bekvem, fordi patienten ikke blev dstraheret og havde nemmere ved at tale om deres drømme.
I dag er sofaen forbundet med både hjemmeliv og fjernsyn. Gæster kan før eller efter en middag sidde og tale sammen. 
Mange TV-serier er i dag bygget op omkring sofaerne. Det kommer fra tv-kulturen: Specielt sitcoms benytter sig af en scene, hvor deltagerne ser tv eller taler med hinanden. Fordelen med en sofa er, at alle skuespillerne sidder på række og kan filme dem uden at skulle klippe.